# رودولف بيرغ
رودولف بيرغ (بالدنماركية: Rudolph Bergh)‏ هو عالم نبات وطبيب دنماركي، ولد في 15 أكتوبر 1824 في كوبنهاغن في الدنمارك، وتوفي بنفس المكان في 20 يوليو 1909.